# عبد الحكيم أمقران
أمقران عبد الحكيم (10 مايو 1994 بعين البيضاء في الجزائر - ) هو لاعب كرة قدم جزائري في مركز الهجوم في نادي بيشة السعودي. شارك مع منتخب الجزائر تحت 23 سنة لكرة القدم. أما مع النوادي، فقد لعب مع دفاع تاجنانت ووفاق سطيف والنجم الرياضي لمدينة القليعة ومولودية بجاية وشباب قسنطينة والاتحاد المنستيري ونادي الأنصار ونادي بيشة.

## وصلات خارجية
- أمقران عبد الحكيم على موقع قاعدة بيانات كرة القدم.إي يو (الإنجليزية)
- أمقران عبد الحكيم على موقع Soccerway.com (الإنجليزية)
- أمقران عبد الحكيم على موقع أوليمبيديا (الإنجليزية)